# Бабаева, Чимназ Мамед кызы
Чимназ Мамед кызы Бабаева (азерб. Çimnaz Məmməd qızı Babayeva; 23 декабря 1946, Баку — 23 декабря 2019) — азербайджанская и советская балерина и балетмейстер, народная артистка Азербайджанской ССР (10 января 1978), лауреат Государственной премии Азербайджанской ССР (1974).

## Биография
Чимназ Бабаева родилась 23 декабря 1946 года в Баку. В 1957 г., в возрасте 9 лет, она впервые вышла на большую сцену в роли Буратино в балете Бориса Зейдмана «Золотой ключик». В 1964 году окончила Бакинское хореографическое училище (класс Гамэр Алмасзаде). С 1964 по 1977 год была солисткой Азербайджанского государственного театра оперы и балета.
Основными партиями Бабаевой являлись: Ширин («Легенда о любви» Арифа Меликова, Айша, Сари («Семь красавиц», «Тропою грома» Кара Караева), Гюльянаг («Девичья башня» Афрасияба Бадалбейли), девушка и возлюбленная Насими («Шур» и «Легенда о Насими» Фикрета Амирова), Жизель («Жизель» Адольфа Адана), Китри («Дон Кихот» Людвига Минкуса), Барышня («Барышня и Хулиган» Дмитрия Шостаковича) и др.
В 1974 году за постановку балета «Легенда о Насими» Фикрета Амирова Бабаева была удостоены Государственной премии Азербайджанской ССР.
С 1977 года Чимназ Бабаева — педагог -балетмейстер Азербайджанского государственного театра оперы и балета. Бабаева вместе с балетной труппой театра выступала и в зарубежных странах (Франции, Италии, Норвегии, Швеции, Бирмы, Индии, Турции и др.)
Была замужем за ведущим танцовщиком азербайджанского театра Владимиром Плетнёвым.
Народная артистка Азербайджанской ССР Чимназ Бабаева скончалась 23 декабря 2019 года.
В 2002 году удостоена Персональной стипендии Президента Азербайджанской Республики.